# Цурекі
Цурекі (грец. Τσουρέκι), також Корек (тур. çörek), Козунак, Панарет — солодкий святковий хліб, виготовлений з борошна, молока, масла та цукру, зазвичай приправлений апельсиновою цедрою, смолою мастики або махлабом. Одну варіацію, яку зазвичай називають «великодній хліб», роблять грецькі громади під час Великодня не тільки в Греції, але й в інших країнах, де є грецькі громади. Його також іноді називають вірменським великоднім хлібом. Білоруським, грузинським, словацьким і українським аналогом цурекі є паска.

## Етимологія
Грецьке слово tsoureki запозичене з турецької çörek. Деякі словники стверджують, що це походить від давньотурецького кореня çevir- 'повернути'; інші кажуть, що це перської чи вірменської.

## Грецька традиція
Існують різні варіації грецьких святкових хлібців цурекі, включаючи круглий різдвяний коровай із хрестовим прикрасою, що називається Христопсомо (грец. Χριστόψωμο); плетений великодній хліб із цілими фарбованими яйцями, втиснутими в тісто, який називається лабропсомо або лаброкулурас і коровай із монетою, захованою всередині для удачі, званою василопітою (грец. Βασιλόπιτα), що випікається до дня Василя (Нового року).
Випікається хліб, зазвичай, у формі плетінки, круглої або хрестоподібної форми, вздовж якого кладуть крашанки яскраво-червоного кольору. Секрет смаку цурекі у двох приправах: махлебі та мастиці.

## Великодній хліб

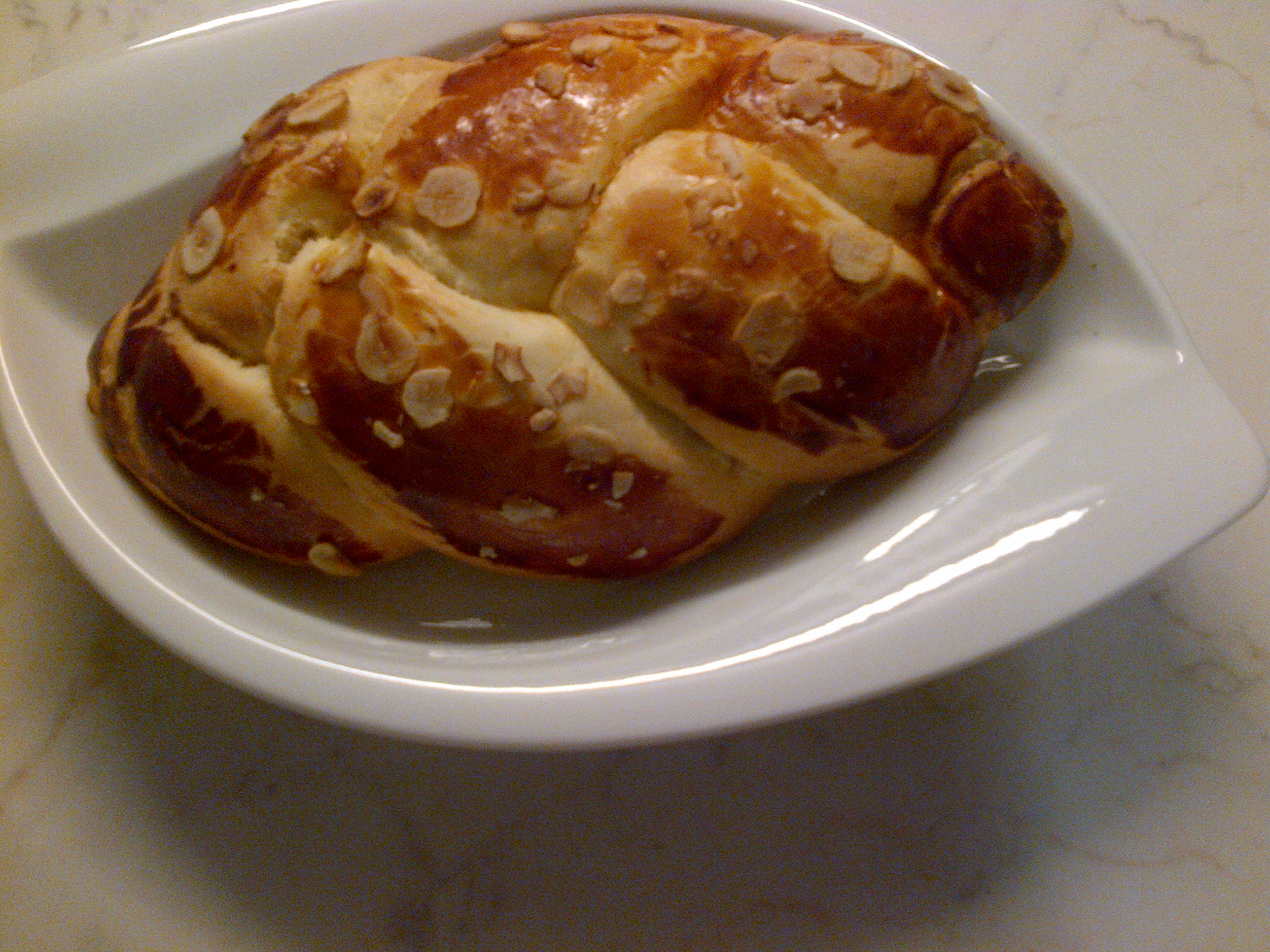
Плетений великодній хліб, прикрашений розрізаним мигдалем

Цурекі — це грецький святковий хліб, який готують греки під час Великодня не лише в Греції, а й в інших країнах, де є грецькі громади. Його виготовляють із солодкого дріжджового тіста з борошна, цукру, масла та молока з фарбованими червоними писанками, втиснутими в тісто. Тісто перед випіканням змащують яєчним миттям, а іноді присмачують малеп, смолу мастики або цедру апельсина. Інші ароматизатори можуть включати мигдалевий екстракт, корицю, султани або насіння кропу.
Цей хліб іноді називають «вірменським пасхальним хлібом». — Զատիկի չորեկ — Zadigi choreg — «Զատիկ Zadig Easter». Давня вірменська назва була «bsatir — պսադիր» («bsag պսակ»). Ця вірменська назва натякає на корону з колючками Христа. Бсатир або чорег — це плетений хліб, який нагадує витканий терновий вінець і посипаний насінням кунжуту, що представляє саме колючки. Перед випіканням хореги поверхню фарбують яєчним жовтком, під впливом тепла печі вона підрум’янюється, поки не набуває червонувато-коричневого відтінку, що представляє кров Христа. Традиційний вірменський хорег опускає фарбовані писанки.
Турецька назва цього хліба — paskalya çöreği (паскалья — турецьке слово для Великодня). Турецьке включає в тісто яйце, а не втискається в тісто як прикраса. Деякі рецепти замінюють олію нейтрального смаку, наприклад, соняшникову олію, а маргарин замість молока та масла. Тісто може бути заправлене апельсиновою цедрою, ваніліном, махлепом та мигдалем, що розрізався.
Іноді цурекі використовують як подарунок на особливий випадок, наприклад, його можна дарувати як пасхальний подарунок від дітей своїм хрещеним батькам.

## Різдвяний хліб
Христопсомо (Χριστόψωμο), що перекладається як «хліб Христа», — традиційний грецький святковий хліб, який іноді прикрашають цілими волоськими горіхами, насінням кунжуту та розрізаним мигдалем. Також називається різдвяним фруктовим хлібом, тісто цурекі може включати комбінацію родзинок, кураги, сушеного інжиру, апельсинової цедри, кориці, духмяного перцю, гвоздики, кардамону, смоли мастики та махлебу. (Деякі рецепти пропонують маринувати родзинки та сушений інжир на ніч у винах, таких як рецина або мавродафне). Частина тіста відкладається для прикраси хліба у формі хліба.
Хліб можна глазурувати сиропом, виготовленим з меду, апельсинового соку та розрізаного мигдалю.